# Zwartbuikwoelmuis
De zwartbuikwoelmuis (Eothenomys melanogaster)  is een zoogdier uit de familie van de Cricetidae. De wetenschappelijke naam van de soort werd voor het eerst geldig gepubliceerd door Milne-Edwards in 1871.

## Voorkomen
De soort komt voor in China, India, Myanmar, Taiwan, Thailand en Vietnam.